# Scleria psilorrhiza
Scleria psilorrhiza är en halvgräsart som beskrevs av Charles Baron Clarke. Scleria psilorrhiza ingår i släktet Scleria och familjen halvgräs. Inga underarter finns listade i Catalogue of Life.